# اتامیک سیتی (آیداهو)
اتامیک ستی (به انگلیسی: Atomic City) شهری در شهرستان بینگهام ایالت آیداهو است که جمعیت آن در سرشماری سال ۲۰۱۰ میلادی ۲۹ نفر بوده است.